# Hans Sotin
Hans Sotin (né le 10 septembre 1939 à Dortmund) est un chanteur basse allemand, surtout connu pour ses incarnations scéniques de rôles wagnériens (le Roi Marke, Hunding, Henri l'Oiseleur, le Landgrave, Pogner, Fafner et Gurnemanz). Mais c'est aussi un Sarastro très recherché.
Il se destinait tout d'abord à la chimie.
Le chanteur, bâti en force et doté d'une voix très ample et mélodieuse quoiqu'un peu statique, fit ses études de chant au conservatoire de Dortmund avant de débuter en 1962 à l'opéra d'Essen et à Eutin. À partir de 1964, il chanta quelque temps à l'opéra de Hambourg avant de débuter au Festival de Bayreuth en 1972 et de paraître sur toutes les grandes scènes du monde. Il est aussi un interprète réputé des œuvres sacrées de Bach.

## Discographie sélective
- Avec Leonard Bernstein : Fidelio (Don Pizarro) de Beethoven, Tristan et Isolde de Wagner
- Avec Georg Solti : Fidelio (Rocco), la Symphonie no 9 de Beethoven, Tannhäuser, de Wagner
- Avec Antal Dorati, Les Saisons de J. Haydn
- Avec James Levine (1983) et Giuseppe Sinopoli (1998), Gurnemanz dans Parsifal de Wagner au Festival de Bayreuth
- Avec Carlos Païta (1975), dans le Requiem de G. Verdi